# 法华寺 (霞浦县)
26°39′27.12″N 120°03′54.68″E / 26.6575333°N 120.0651889°E
法华寺，位于中国福建省霞浦县长春镇法华村，为霞浦县级文物保护单位，类型为古建筑，公布时间为1981年5月。
法华寺的历史年代为清，建于北宋乾德二年（964年），在明清时期两度重建，寺内有明代记录寺庙沿革的碑文。